# Marijan Šunjić
Marijan Šunjić (Novi Travnik, 7 de janeiro de 1798 — Viena, 28 de setembro de 1860) foi um bispo franciscano, clérigo, vicariato apostólico, linguista, escritor e cientista bósnio.